# Colisão aérea de Charkhi Dadri
A colisão aérea de Charkhi Dadri, também conhecido como desastre aéreo de Charkhi Dadri, foi um acidente aéreo ocorrido no dia 12 de novembro de 1996 envolvendo o voo Saudi Arabian Airlines 763, um Boeing 747, operado pela Saudi Arabian Airlines e o voo Kazakhstan Airlines 1907, um Ilyushin Il-76, operado pela Kazakhstan Airlines. 
As duas aeronaves colidiram-se em pleno ar perto de Charkhi Dadri, localizado a cerca de 100 km a oeste de Deli na Índia. Todos os 349 passageiros e tripulantes das duas aeronaves morreram, tornando assim a pior colisão aérea de todos os tempos e o pior desastre aéreo ocorrido na Índia.
O acidente ocorreu devido a um erro de compreensão do inglês pelo piloto a bordo do Il-76, segundo a comissão que investigou os dados das duas aeronaves.

## Aviões envolvidos e tripulação
O Boeing 747-168B da Saudi Arabian Airlines (Saudia), registro HZ-AIH, estava voando a primeira etapa de um serviço internacional regular de passageiros Delhi – Dhahran – Jeddah como Voo Saudia 763 com 312 pessoas a bordo; já o Ilyushin Il-76TD que operava o voo 1907 da Kazakhstan Airlines, registro UN-76435, foi um voo fretado do aeroporto de Shimkent para Delhi. O voo Saudia 763 partiu de Delhi às 18:32 hora local (10:02 UTC-3, 13:02 UTC). O voo Kazakh 1907 estava descendo simultaneamente, para pousar em Delhi. Ambos os voos foram controlados pelo controlador de aproximação V.K. Dutta. A tripulação do voo Saudia 763 consistia no Capitão Khalid Al-Shubaily, um piloto veterano de 45 anos com mais de 9.800 horas de voo. Completavam a equipe o Primeiro-Oficial Nazir Khan e o Engenheiro de Voo Ahmed Edrees. A tripulação do voo Kazakh 1907 era composta pelo capitão Alexander Cherepanov, o primeiro oficial Ermek Dzhangirov, o engenheiro de voo Alexander Chuprov, o navegador Zhahanbek Aripbaev e o operador de rádio Egor Repp.

## Acidente
O voo Kazakh 1907 foi autorizado a descer para 15.000 pés (4.600 m) quando estava a 74 milhas náuticas (137 km) do aeroporto internacional Indira Ghandi, enquanto que o voo Saudia 763, viajando na mesma via aérea que o Kazakh 1907, mas na direção oposta, foi autorizado a subir para 14.000 pés (4.300 m). Cerca de oito minutos depois, por volta das 18:40, o voo Kazakh 1907 relatou ter atingido a altitude atribuída de 15.000 pés (4.600 m), mas na verdade estava mais baixa, a 14.500 pés (4.400 m), e ainda descendo. Nesse momento, Dutta avisou ao voo: "Tráfego identificado as 12 horas, Boeing 747 da Saudia na posição recíproca, 10 milhas náuticas (19 km). Relatório à vista."
Quando o controlador tentou se comunicar com o voo Kazakh 1907 novamente, ele não recebeu resposta. Ele tentou avisar sobre a distância do outro voo, mas era tarde demais. As duas aeronaves colidiram, com a cauda do IL-76 da Kazakh cortando a asa esquerda do Boeing 747 e o estabilizador horizontal. O Boeing acidentado rapidamente perdeu o controle e entrou em uma espiral descendente, com fogo saindo da asa. O Boeing explodiu antes de cair no solo a uma velocidade quase supersônica de 1.135 km/h (705 mph). O Ilyushin permaneceu estruturalmente intacto ao entrar em uma descida constante, mas rápida e descontrolada, até que colidiu com um campo. As equipes de resgate descobriram quatro passageiros feridos no IL-76, mas todos morreram logo depois devido a gravidade dos ferimentos. Dois passageiros do voo da Saudia também sobreviveram ao acidente, ainda amarrados em seus assentos, mas não resistiram aos ferimentos internos logo em seguida. No final, todas as 312 pessoas a bordo do voo Saudia 763 e todas as 37 pessoas do voo Kazakh 1907 foram mortas.
O capitão Timothy J. Place, piloto da Força Aérea dos Estados Unidos, foi a única testemunha ocular do evento. Ele estava fazendo uma abordagem inicial em um Starlifter Lockheed C-141B quando viu que "uma grande nuvem iluminou-se com um brilho laranja".
A colisão ocorreu cerca de 100 quilômetros (60 milhas) a oeste de Delhi. Os destroços da aeronave saudita pousaram perto da vila de Dhani, distrito de Bhiwani, Haryana. Os destroços da aeronave cazaque atingiram o solo perto da vila de Birohar, distrito de Rohtak, Haryana.

## Passageiros

### Voo Saudia 763
Um artigo publicado no The New York Times em 14 de novembro de 1996 afirmava que 215 indianos que embarcaram no voo trabalharam na Arábia Saudita; muitos deles trabalharam ou planejaram trabalhar em empregos de colarinho azul como empregadas domésticas, motoristas e cozinheiras. O artigo também afirmava que 40 nepaleses e três americanos embarcaram no voo saudita. De acordo com um artigo publicado um dia antes no mesmo jornal, o manifesto de passageiros incluía 17 pessoas de outras nacionalidades, incluindo nove nepaleses, três paquistaneses, dois americanos, um de Bangladesh, um britânico e um saudita. Doze dos membros da tripulação, incluindo cinco funcionários antiterrorismo, eram cidadãos sauditas.

### Voo Kazakh 1907
Uma companhia do Quirguistão fretou o IL-76, e o manifesto de passageiros incluía principalmente cidadãos russos do Quirguistão que planejavam fazer compras na Índia. Treze comerciantes quirguizes embarcaram no voo.

## Investigação e relatório final
O acidente foi investigado pela Comissão Lahoti, chefiada pelo então juiz da Suprema Corte de Deli, Ramesh Chandra Lahoti. Os gravadores de dados de voo foram decodificados pela Kazakhstan Airlines e Saudi Arabian Airlines sob a supervisão de investigadores de acidentes aéreos do Comitê de Aviação Interestadual russo (MAK) em Moscou e da AAIB em Farnborough, na Inglaterra, respectivamente. A causa final foi considerada a falha do piloto do voo 1907 da Kazakhstan Airlines em seguir as instruções do controle de aproximação, seja devido à turbulência das nuvens ou devido a problemas de comunicação.
A comissão determinou que o acidente foi culpa do comandante do Cazaquistão Il-76, que (de acordo com as evidências de FDR) desceu da altitude atribuída de 15.000 a 14.500 pés (4.600 a 4.400 m) e, posteriormente, 14.000 pés (4.300 m) e ainda mais baixo. O relatório atribuiu a causa desta violação grave no procedimento operacional à falta de domínio da língua inglesa por parte dos pilotos de aeronaves do Cazaquistão; eles confiavam inteiramente em seu operador de rádio para comunicações com o controle de tráfego aéreo. O operador de rádio não tinha sua própria instrumentação de voo e teve que olhar por cima dos ombros dos pilotos para uma leitura. Autoridades do Cazaquistão afirmaram que a aeronave havia descido enquanto seus pilotos lutavam contra a turbulência dentro de um banco de cúmulos.
Os controladores aéreos indianos também reclamaram que os pilotos do Cazaquistão às vezes confundiam seus cálculos porque estão acostumados a usar altitudes em metros e distâncias em quilômetros, enquanto a maioria dos outros países usa pés e milhas náuticas, respectivamente, para navegação aérea.
Apenas alguns segundos após o impacto, o IL-76 cazaque subiu ligeiramente e os dois aviões colidiram. Isso ocorreu porque o operador de rádio do voo Kazakh 1907 descobriu apenas então que eles não estavam a 15.000 pés e pediu ao piloto para subir. O capitão deu ordens para acelerar e o avião subiu, apenas para atingir o 747 saudita que se aproximava. A cauda do IL-76 cazaque atingiu a asa esquerda do jato saudita, destruindo ambas as partes de seus respectivos aviões. Se os pilotos do Cazaquistão não tivessem subido ligeiramente, é provável que tivessem passado por baixo do 747 saudita.
O gravador de voz da cabine do Boeing 747 saudita revelou que os pilotos recitaram a oração que é exigida, de acordo com a lei islâmica, quando alguém enfrenta a morte. O advogado dos controladores de tráfego aéreo indianos negou a presença de turbulência, citando relatórios meteorológicos, mas afirmou que a colisão ocorreu dentro de uma nuvem. Isso foi comprovado pela declaração do capitão Place, que era o comandante do já mencionado Lockheed C-141B Starlifter, que estava voando para Nova Delhi no momento do acidente. Os membros de sua tripulação apresentaram declarações semelhantes.
Além disso, o Aeroporto Internacional Indira Gandhi não possuía radar de vigilância secundário, que fornece informações extras, como identidade e altitude da aeronave, por meio da leitura dos sinais do transponder; em vez disso, o aeroporto tinha radar primário, que produz leituras de distância e rumo, mas não de altitude. Além disso, o espaço aéreo civil ao redor de Nova Delhi tinha um corredor para partidas e chegadas. A maioria das áreas separa as partidas e as chegadas em corredores separados. O espaço aéreo tinha um corredor civil porque grande parte do espaço aéreo foi ocupada pela Força Aérea Indiana. 
Devido ao acidente, o relatório de investigação de acidente aéreo recomendou mudanças nos procedimentos de tráfego aéreo e infraestrutura no espaço aéreo de Nova Delhi:
- Separação de aeronaves de entrada e saída por meio da criação de 'corredores aéreos'
- Instalação de um radar de controle de tráfego aéreo secundário para dados de altitude de aeronaves
- Equipamento obrigatório para prevenção de colisões em aeronaves comerciais que operam no espaço aéreo indiano
- Redução do espaço aéreo em Nova Delhi, que anteriormente estava sob controle exclusivo da Força Aérea Indiana.

## Consequência
A Direção-geral da Aviação Civil da Índia subsequentemente tornou obrigatório que todas as aeronaves que voam dentro e fora da Índia sejam equipadas com um sistema anti-colisão aerotransportado. Isso estabeleceu um precedente mundial para o uso obrigatório do Sistema de Prevenção de Colisão de Tráfego (TCAS).

## Documentários
A Miditech, uma empresa com sede em Gurgaon, Haryana, produziu um documentário sobre o desastre chamado Head On!, que foi ao ar no National Geographic Channel. O desastre também foi tema de um episódio da série de documentários Mayday (Air Crash Investigation) em 11 de novembro de 2009, intitulada "Sight Unseen" (no Brasil "Colisão Fatal"), também exibida no mesmo canal.